# Ломбардо Радиче, Джованни
Джованни Ломбардо Радиче (итал. Giovanni Lombardo Radice; 23 сентября 1954, Рим, Италия — 27 апреля 2023, Рим, Италия) — итальянский актёр и сценарист, также известный под псевдонимом Джон Морген (англ. John Morghen).

## Биография и карьера
Родился в Риме 23 сентября 1954 года, в семье математика и педагога Лючио Ломбардо Радиче. Старший брат — психиатр и писатель Марко Радиче, дед — известный политик Пьетро Инграо. В детстве Джованни мечтал стать танцором балета и даже обучался в школе бальных танцев в Амстердаме, но из-за травмы спины ему пришлось оставить свои занятия. При школе балета была также школа физиотерапии, которую будущий актёр начал посещать и получил степень в этой области.
В середине 70-х годов Джованни Ломбардо Радиче стал видным деятелем итальянского театрального авангарда, участвовал в многочисленных (в том числе и подпольных) постановках и был популярен среди бунтарской молодёжи. Иногда он сам ставил спектакли в качестве режиссёра, первая его постановка — «Сон в летнюю ночь» Шекспира.
Наибольшую известность Джованни приобрёл благодаря отрицательным ролям в итальянских фильмах ужасов, и в особенности участию в отвратительных сценах смертей, в которых жертвами иногда становились его персонажи. Эта слава доставила актёру немало неудобств. В одном из интервью Радиче признался, что лучше бы он никогда не играл Майка Логана в фильме «Каннибалы». Когда его семья узнала, что Джованни использует родовую фамилию Ломбардо Радиче для съёмок в невероятно жестоких фильмах ужасов, она порвала с ним все связи. Актёр стал использовать псевдоним Джон Морген, который он создал, англицизировав своё имя и взяв девичью фамилию бабушки.
В 1980 году, в одном из первых его кинофильмов, он сыграл неоднозначного персонажа, бездомного сумасшедшего Рикки в фильме Руджеро Деодато «Дом на краю парка». Создавая образ своего героя, Радиче воспользовался опытом из своей юности, когда он сбегал из дома и ему приходилось жить на улице. В 1984 году сыграл главную роль советского поэта Владимира Маяковского в телевизионном фильме «Маяковский».
С 1991 по 1996 был сценаристом телесериала «Юноши у стены» (итал. I ragazzi del muretto).
27 февраля 2011 стало известно, что Руджеро Деодато снимет триллер «Дом на краю парка 2», продолжение оригинального фильма 1980 года, а Джованни Ломбардо Радиче вернётся к роли Рикки.
В марте 2017 Ломбардо Радиче посетил российский кинофестиваль ужасов «Капля».
Умер 27 апреля 2023 года в возрасте 68 лет.

## Личная жизнь
В 1989 женился на актрисе Алессандре Панелли (итал. Alessandra Panelli), у пары один ребёнок — сын Джакомо.
В 80-х Джованни Ломбардо Радиче познакомился и подружился с Марчелло Мастрояни, с которым они вместе снимались в кино; Мастрояни даже был знаком с тестем Радиче, Паоло Панелли, и присутствовал на его свадьбе.
В 2017 году актёр написал автобиографическую книгу «A Zombie's Life: Italy's Whipping Boy Talks Life and Career». В ней он рассказал многие подробности своей жизни, в частности, о начале актёрской карьеры и выступлениях в театре, о партнёрах по съёмкам, своей бисексуальности и приёме наркотиков.

## Фильмография
| Год  |    | Русское название                 | Оригинальное название                   | Роль                                 |
| ---- | -- | -------------------------------- | --------------------------------------- | ------------------------------------ |
| 1980 | ф  | Апокалипсис каннибалов           | Apocalypse domani                       | Чарли Буковски                       |
| 1980 | ф  | Город живых мертвецов            | City of the Living Dead                 | Боб                                  |
| 1980 | ф  | Дом на краю парка                | La Casa sperduta nel parco              | Рикки                                |
| 1981 | ф  | Каннибалы                        | Cannibal Ferox                          | Майк Логан                           |
| 1983 | ф  | Алое и чёрное                    | The Scarlet and the Black               | немецкий солдат (в титрах не указан) |
| 1984 | тф | Маяковский                       | Majakowski                              | Владимир Маяковский                  |
| 1986 | с  | Охотники за шедеврами            | Caccia al Ladro d'Autore                | Гульельмо Далларизо (шестая серия)   |
| 1987 | ф  | Водолей                          | Deliria                                 | Бретт                                |
| 1987 | с  | Остров сокровищ в космосе        | L'isola del tesoro                      | Израэль Хэндс                        |
| 1988 | ф  | Призрак смерти                   | Un delitto poco comune                  | Джулиано                             |
| 1989 | ф  | Собор                            | La chiesa                               | преподобный Доминик                  |
| 1991 | ф  | Секта                            | La Setta                                | Мартин Ромеро                        |
| 1992 | ф  | Головоломка из тел               | Body Puzzle                             | Моранги                              |
| 1998 | тф | Тристан и Изольда (Сердце и меч) | Tristano e Isotta (Il cuore e la spada) | барон Андре                          |
| 2002 | ф  | Сабина                           | The Soul Keeper                         | Зорин                                |
| 2002 | ф  | Банды Нью-Йорка                  | Gangs of New York                       | мистер Саймон Легри                  |
| 2006 | ф  | Омен                             | The Omen                                | священник Спилетто                   |
| 2013 | ф  | Да здравствует свобода           | Viva la libertà                         | имя персонажа не известно            |